# Gravhøje i Nordøstsjælland
Nordøstsjælland er arkæologisk set et interessant og rigt område, omend mindesmærkerne er ret ulige fordelt; fattigt er således Amager, "Heden" mellem København, Roskilde og Køge og visse strøg af det indre Nordsjælland, f.eks. Hillerødegnen.
Teorien omkring manglen på bronze- og jernalderfund i Hillerødegnen har førhen været den at anså området for at have været dækket af skove og relativt ubeboet. De sidste 15 års udgravninger har dog modbevist dette med mange fund, også af overpløjede gravhøje, og manglen på gravhøje har i virkeligheden snarere sandsynligvis været på grund af overpløjning og kontinuerlig agerbrug der har udslettet de synlige rester af ældre høje 
Fra ældre stenalder har vi køkkenmøddinger ved Roskilde Fjord, hvoraf flere er fredede.
Fra yngre stenalder findes et stort antal store stengrave, dysser og jættestuer; særlig rige er sognene langs østsiden af Roskilde Fjord, egnen nord for Sjælsø og Horns Herred-halvøen. Som særlig smukke dysser kan nævnes Carlsstenen ved Grønnessegård, langdysserne ved Dæmpegård og Gundsømagle og en samling mindesmærker i Valby Hegn. Anselige jættestuer er den ved Øm , de to Møllehøje ved Lille Rørbæk og Kyndeløse, Ølshøj ved Smidstrup, Julianehøj ved Jægerspris og den meget lange jættestue ved Græse. Hellekister ses ved Ramløse mark og Skodsborg.
Fra ældre bronzealder har vi talrige høje, navnlig langs Øresund, Nordsjællands nordkyst og omkring Isefjorden. Af særlig smukke grupper skal nævnes Maglehøjene ved Bakkebjerg, Sakshøjene ved Ryegård og flere grupper i Dyrehaven; en særlig stor og højtliggende høj er Maglehøj ved Frederiksværk.
Et ret enestående mindesmærke er oldtidsvejen, der forbinder Tibirke og Hyrdehøj. Vejen dateres til vor ældste jernalder. Skibssætninger fra vikingetiden har vi ved Ferslev og Lejre.
Oldsager fra området findes, foruden i Nationalmuseet, i museerne i Roskilde, Frederikssund, Gilleleje og Lille Værløse. 

## Gravhøje i Nordsjælland
- Dyssekammer, ved Hornbæk- Klosteris hegn – smalt Dyssekammer-firsidet med stor dæksten. (Foto 1)
- Langdysse, ved Horserødhegn- Anselig langdysse med en snes randsten og to dyssekamre, hvoraf det sydlige har dækstenen sprængt. (Foto 2)
- Videdysse, ved Horserødhegn- Langdysse med en del randsten og to kamre, hvoraf kun det ene har dæksten på plads. (Foto 3)

- Dyssekammer, ved Hornbæk 
 56°04′25.01″N 12°26′56.96″Ø / 56.0736139°N 12.4491556°Ø
- Langdysse, ved Horserødhegn 
 56°02′56.36″N 12°28′51.95″Ø / 56.0489889°N 12.4810972°Ø
- Videdysse, Langdysse, ved Horserødhegn 
 56°02′52.30″N 12°28′53.51″Ø / 56.0478611°N 12.4815306°Ø

## Henvisning
1. ↑  NoMus- Nordsjællands Folkemuseums medlemsblad, nr. 2 april 2005, side 19